# Александър Колман
Александър Карлович Колман (на руски: Александр Карлович Кольман) е руски офицер, подполковник. Участник в Руско-турската война (1877-1878).

## Биография
Александър Колман е роден на 2 януари 1853 г. в Санктпетербургска губерния, в семейството на потомствен дворянин с английско поданство. Ориентира към военното поприще. Завършва 1-ви Павловски военен корпус. Произведен е в първо офицерско звание прапорщик с назначение в Кексхолмски гренадирски полк (1873). Приема руско поданство и е повишен е във военно звание поручик (1877).
Участва в Руско-турската война (1877-1878). Служи в гвардейска полурота на Почетния на Негово Величество конвой. Отличава се при превземането на Ловеч ва 22 август 1877 г. Награден е с орден „Света Ана“ III степен с мечове и бант. Продължава службата в охраната на императорската главна квартира. Награден е с орден „Свети Станислав“ III степен с мечове и бант.
След войната служи в Сводния пехотен полк и Кексхолмския полк (1879-1885). Излиза в оставка през 1885 г. Работи в Дворцовото управление в Царско село. Повишен е във военно звание подполковник от 1888 г.
Умира на 10 септември 1906 г.